# 예언자 (영화)
예언자(프랑스어: Un prophète)는 프랑스 영화감독 자크 오디아르의 2009년 작품이다. 교도소를 배경으로 프랑스내 소수민족의 갈등과 주인공의 내적 성장을 다루고 있다. 평단에게 커다란 호평을 얻었다.(로튼 토마토 신선도 지수 97%)

## 줄거리
6년형을 선고받고 교도소에서 복역하게 된 아랍계 청년 말리크(미성년)는 피붙이 하나 없는 외톨이에, 읽을 줄도 쓸줄도 모르는 문맹자이며, 세상물정을 잘 모르는 어리숙한 청년이다. 말리크가 복역하게 된 교도소는 아랍계와 코르시카계가 나뉘어 맞서고 있으며, 코르시카 마피아를 이끄는 루치아니는 교도소 안은 물론, 바깥 조직의 끈을 통해 교도관에게도 영향력을 행사하는 거물이다. 말리크는 루치아니에게 협박당하여 미결 죄수인 레예브를 죽이도록 강요받고,
이를 피하려 하나 루치아니 패거리의 실력행사로 결국 레예브를 죽일수 밖에 없는 처지가 된다. 레예브를 죽인 말리크는 이후 아랍계임에도 루치아니의 비호를 받으며, 그의 수족이 되는데...

## 출연

### 주연
- 타하르 라힘
- 닐스 아르스트럽

### 조연
- 질 코엔
- 안토니 바슬러
- 레일라 벡티
- 포우에드 나사
- 서지 보틀로프
- 귀욤 베르디에르
- 나다니엘 마이니
- 파스칼 히놀트
- 알랑 레이몬드
- 파리드 엘로아디
- 알라 사피

## 기타
- Line PD: 안토닌 드데
- 음악지원: 장-파스칼 베인투스
- 미술: 미셀 바틀레미
- 의상: 비르지니 몬텔
- 배역: 리처드 루시우

## 수상
칸영화제 : 심사위원대상
아카데미 시상식 : 외국어작품상(후보)
영국 아카데미 시상식 : 외국어작품상
세자르시상식 : 남우주연상/작품상/감독상/제작상/남우조연상
유럽영화제 : 남우주연상
런던 비평가 협회상 : 올해의 영화상